# Xã German, Quận St. Joseph, Indiana
Xã German (tiếng Anh: German Township) là một xã thuộc quận St. Joseph, tiểu bang Indiana, Hoa Kỳ. Năm 2010, dân số của xã này là 9.319 người.